# Soltania
Jolfa (em persa: سلطانيه; romaniz.: Solṭāniyeh) é uma cidade no distrito central do condado de Soltania, na província do Zanjã, no Irã. Segundo o censo de 2016, havia 7 638 habitantes.